# Celidodacus coloniarum
Celidodacus coloniarum är en tvåvingeart som först beskrevs av Paul Gustav Eduard Speiser 1915.
Celidodacus coloniarum ingår i släktet Celidodacus och familjen borrflugor. Inga underarter finns listade.